# Indigofera pseudotinctoria
Indigofera pseudotinctoria är en ärtväxtart som beskrevs av Jinzô Matsumura. Indigofera pseudotinctoria ingår i släktet indigosläktet, och familjen ärtväxter. Inga underarter finns listade i Catalogue of Life.

## Bildgalleri

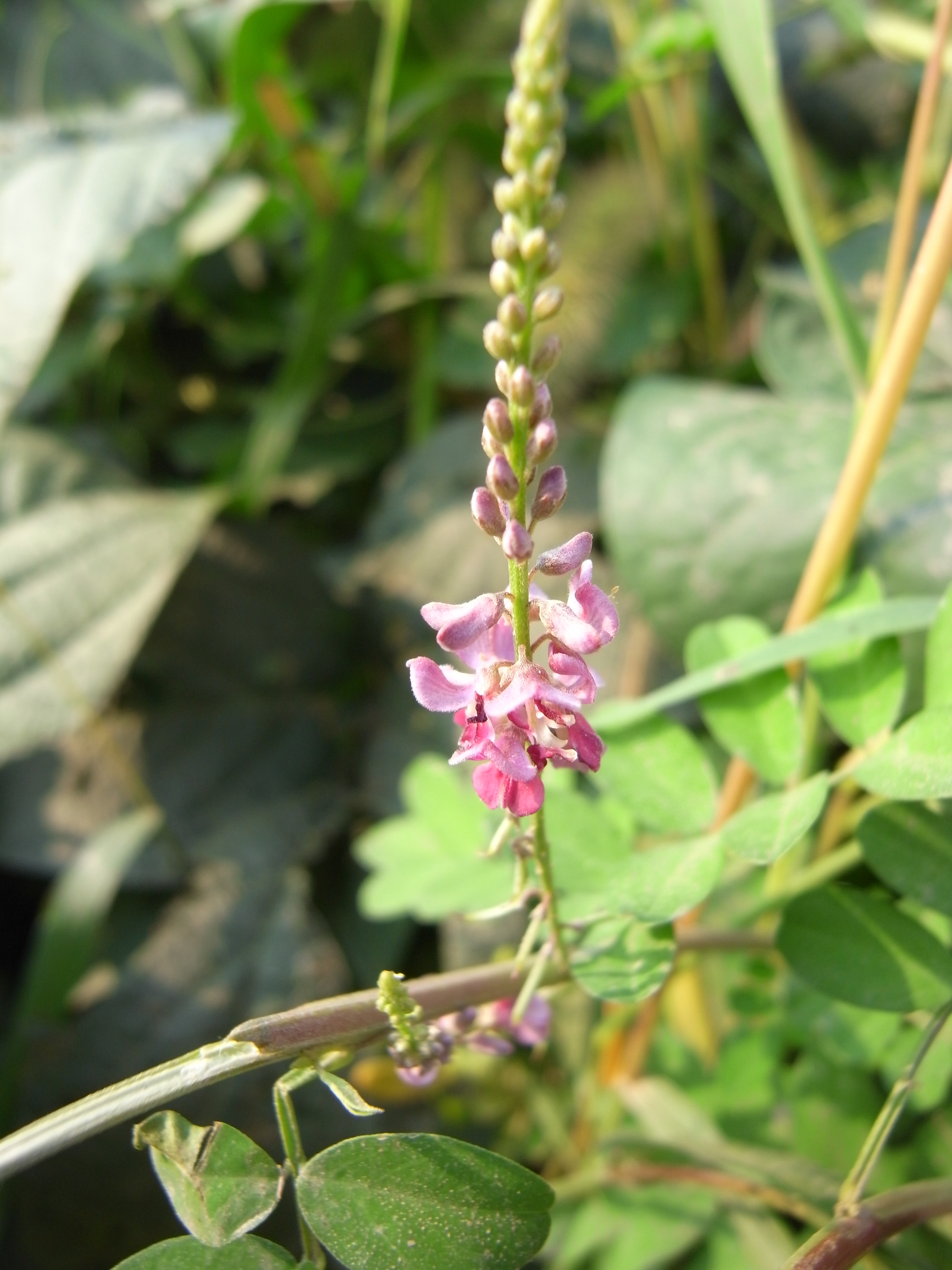
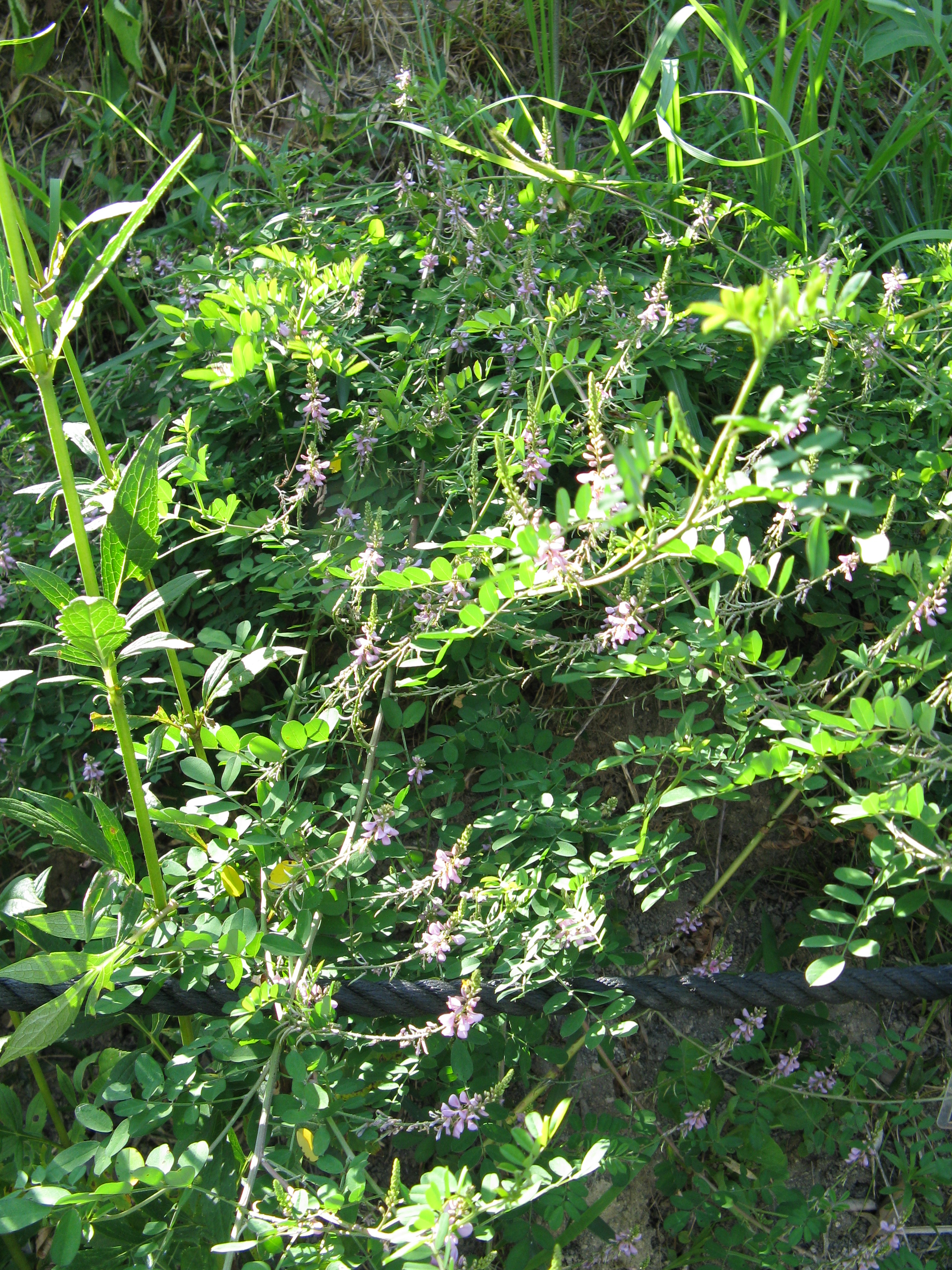
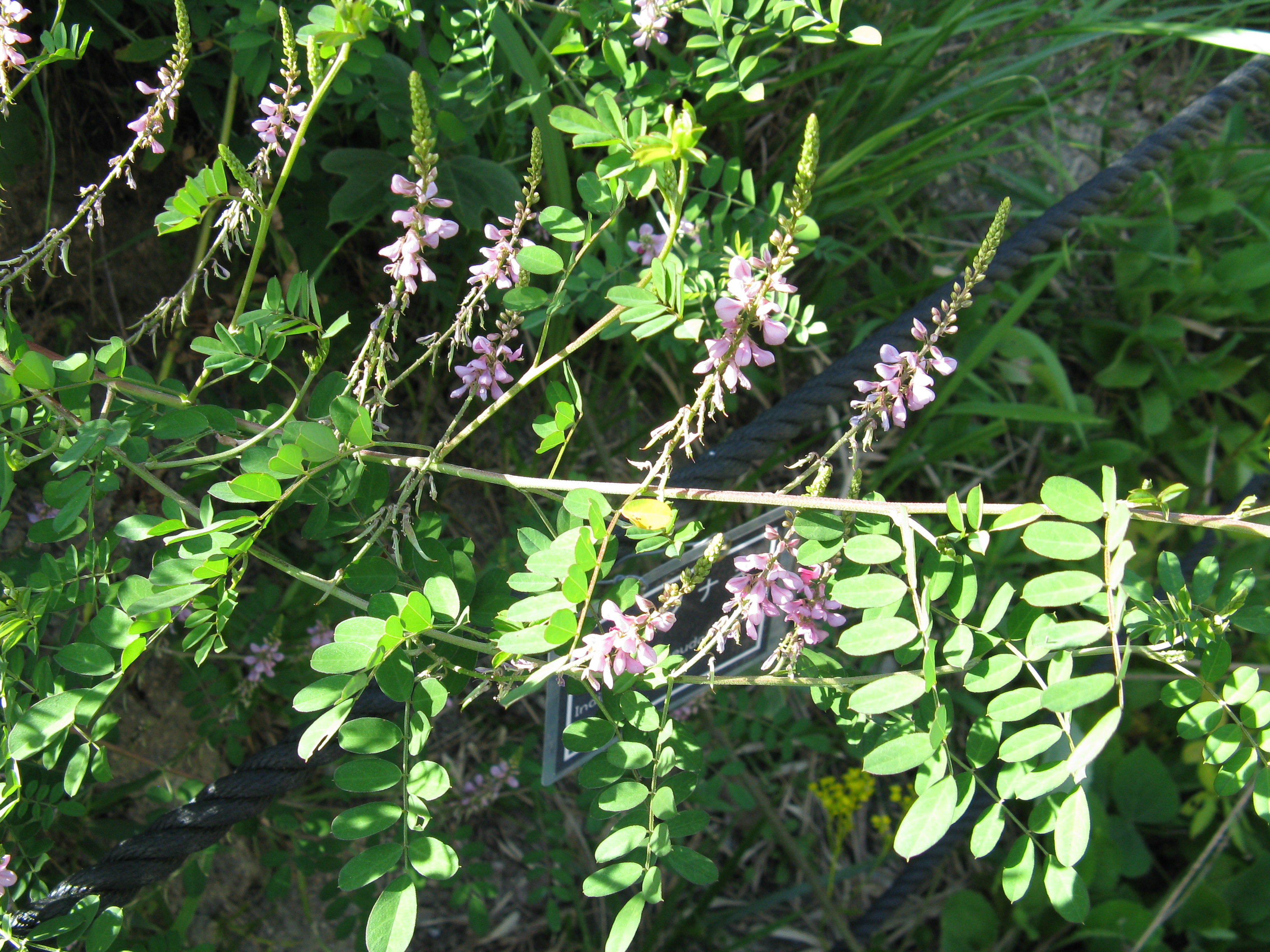